# Philip Horne
Philip Horne (1957) è un critico letterario britannico, noto soprattutto per i suoi studi sulla letteratura statunitense del XIX secolo.

## Biografia
Dopo gli studi all'Università di Cambridge, Horne si è affermato come uno dei maggiori esperti dell'opera di Henry James. Nel 1990 ha pubblicato Henry James and Revision: The New York Edition, uno studio sulle revisioni apportate da James sui suoi racconti e i romanzi. Nel 1998 ha scritto un capitolo per il Cambridge Companion su James e successivamente ha curato le edizioni di quattro opere dell'autore per la Penguin Books: A London Life (1988), Il riflettore (1988), La musa tragica (1995) e Ritratto di signora (2011). Inoltre, nel 1999 ha pubblicato una biografia dell'autore basata su 296 lettere dal suo epistolario, molte delle quali inedite.
Esperto anche di letteratura vittoriana, nel 2003 ha curato un'edizione di Oliver Twist per la Penguin Books. Horne ha inoltre dedicato parte della sua carriera allo studio del cinema, principalmente con lo scopo di portare a una riscoperta e rivalutazione critica dell'opera del regista britannico Thorold Dickinson, su cui ha scritto un libro pubblicato dalla Manchester University Press. Ha lavorato come critico cinematografico per The Daily Telegraph per oltre un decennio, durante il quale ha intervistato numerosi registi di rilievo, tra cui Martin Scorsese, Christopher Nolan, John Boorman, Michael Haneke, Richard Linklater, Alexander Payne e Terence Davies.

## Opere (parziale)

### Monografie
- Henry James and Revision: The New York Edition, Oxford, Oxford University Press, 1990. ISBN 978-0198128717
- Henry James: A Life in Letters, Londra, Penguin, 1999. ISBN  978-0670885633
- Thorold Dickinson: A World of Film, con Peter Swaab, Manchester, Manchester University Press, 2008. ISBN 978-0719078477

### Curatele
- Henry James, A London Life and The Reverberator, Londra, Oxford Paperbacks. ISBN 978-0192817730
- Henry James, The Tragic Muse, Londra, Penguin, 1995. ISBN 978-0140433890
- Charles Dickens, Oliver Twist, Londra, Penguin, 2003. ISBN  978-0141439747
- Henry James, Portrait of a Lady, Londra, Penguin, 2011. ISBN 978-0141441269
- Henry James, The Turn of the Screw and Other Ghost Stories, Londra, Penguin, 2016. ISBN 978-0141389752